# 天装戦隊ゴセイジャーVSシンケンジャー エピックon銀幕
- スーパー戦隊シリーズ
  - 天装戦隊ゴセイジャー > 天装戦隊ゴセイジャーVSシンケンジャー エピックon銀幕
  - 侍戦隊シンケンジャー > 天装戦隊ゴセイジャーVSシンケンジャー エピックon銀幕

『天装戦隊ゴセイジャーVSシンケンジャー エピックON銀幕』（てんそうせんたいゴセイジャー たい シンケンジャー エピック オン ぎんまく）は、2011年1月22日より東映系で公開された日本の映画作品。スーパー戦隊VSシリーズの一作に当たる。
キャッチコピーは「いざゆけ、侍！ はばたけ、天使たち！」「誰も見たことのないサムライ、天使のコラボレーション!!」。

## 概要
特撮テレビドラマ「スーパー戦隊シリーズ」のうち、『天装戦隊ゴセイジャー』と『侍戦隊シンケンジャー』のクロスオーバー作品として制作された映画であり、『劇場版 炎神戦隊ゴーオンジャーVSゲキレンジャー』から続く「スーパー戦隊祭」の第3弾である。本作品を皮切りとして、以降の「スーパー戦隊祭」では表題作以外の過去シリーズからも、一部のキャラクターが登場している。
前売り券販売は行われず、鑑賞料金は特別設定であった。入場者プレゼントとしてデータカードダス・スーパー戦隊バトル ダイスオーカードも配布された。
物語は、シリーズ前作『侍戦隊シンケンジャーVSゴーオンジャー 銀幕BANG!!』ともリンクしており、それと同様にテレビシリーズ放送開始前の新戦隊である、『海賊戦隊ゴーカイジャー』が先行登場している。設定上、この時点ではゴーカイジャーは地球にいないはずであり、本作品への登場は映画だからと割り切った上での演出であったが、後に『ゴーカイジャー』のテレビシリーズ第40話の制作にあたりつじつまを合わせることになった。同話数は本作品の裏エピソードとも呼べる内容で、時間移動を絡めてゴーカイジャー登場の謎に説明をつけている他、本作品の映像も一部流用されているが、ゴーカイジャーの5人の名乗りと一部セリフは変更されたうえで録り直され、骨のシタリ役のチョーも本人の希望で録り直している。
竹本昇によると、本作品は幽魔獣壊滅からマトリンティス出現までの間の出来事である。このため、分身としてのサイボーグのブレドRUNは登場せず、ゴセイジャー側の敵は時期的に出せるのがブレドランのみとなった。一方で、シンケンジャー側の敵である外道衆はシタリのみが生き残っているため、ドウコクに近い力を持ったブレドランが現れたことで三途の川をシタリが上がってこれたものとなった。また、裏エピソードに当たる『ゴーカイジャー』第40話では、ゴーカイジャーが時間移動した先の日時（＝本作品の最終決戦の日）が2010年10月2日であるとされており、ゴセイジャーと戦う前のマトリンティスの様子も描写されている。
脚本は、『ゴセイジャー』でテレビシリーズに初参加した下山健人が担当した。下山はオファーを受けた際、『シンケンジャー』をほとんどやっていないことを伝えたが、プロデューサーの日笠淳から「小林靖子が書かないなら誰がやっても一緒だから大丈夫」と説得されたという。
シンケンジャーが集結するシーンは、テレビシリーズ第一幕の場面を踏襲している。ダイゴヨウとデータスハイパーは最初の台本では登場予定はなかったが、監督の竹本の提案で出番は短いが登場することとなった。
全国255スクリーンで公開され、2011年1月22,23日初日2日間で興収1億1,400万1,500円、動員は11万4,110人になり映画観客動員ランキング（興行通信社調べ）で初登場第3位となった。また、ぴあ初日満足度ランキング（ぴあ映画生活調べ）でも第3位になるなど好評価されている。

## あらすじ
シンケンジャーに倒された外道衆の生き残りマダコダマが現れた。立ち向かうアラタだったが、マダコダマは天装術を無効化する力を持っており苦戦を強いられてしまう。そんな時、彼を志葉家19代目当主シンケンレッドこと志葉丈瑠が助ける。
シンケンジャーのメンバーたちは復活した外道衆を倒すべく再び集結するが、そこに新たな姿血祭のブレドランとなったブレドランとマダコダマが現れる。応戦するシンケンジャーだが敵の罠にはまり、丈瑠はさらわれてしまう。しかし、丈瑠を失ったシンケンジャーはゴセイジャーと作戦を考えようにもお互いのそりが合わない。
そんな彼らの前に立ちはだかったのは黒い陣羽織を身につけ操られた外道シンケンレッドである。

## 登場人物

### オリジナルキャラクター
外道シンケンレッド（）
ブレドランに捕まった際にビービ虫で形成された黒い繭で洗脳されてダークゴセイパワーを注入された丈瑠が変身した黒い陣羽織と手袋を纏ったシンケンレッド。
他のシンケンジャーやゴセイジャーが束になっても敵わない強さと素早さを持ち、烈火大斬刀やモウギュウバズーカなどの武器も使用。
ゴセイレッドとの一騎打ちの末、エクスプロージョン・モヂカラスカイックパワーで浄化されて元に戻る。
- 当初はスーツを新規造形する選択肢がなかったため、シンケンレッドのマスクの火に火をもう一つ足して炎にする案もあったが、黒い陣羽織ということになった。監督の竹本の提案で首と手袋も黒くすることとなった。
- 炎の中での一筆奏上のシーンは、現場に松坂はいなかったが、変身しているのを見せたかったため、合成で現場にいるようなものとなった。

血祭のブレドラン（）
ゴセイジャーの宿敵であるブレドランの新形態。本作品では、シンケンジャーとの死闘の末に倒された外道衆の総大将・血祭ドウコクに酷似した姿形に変身している。外道衆に成りすまして自らをドウコクの遺志を継ぐ者と自称し、復活した外道衆を傘下にし、護星界壊滅を目論む。
大太刀や外道血祭弾を駆使しつつ、かつての姿である彗星のブレドランとチュパカブラの武レドランを分身としても生み出す。また、ビービ虫を使わずとも巨大化が可能である。
マダコダマに巨大な水蒸気のレンズを天に作らせ、そこに外道シンケンレッドの炎で地上と護星界を繋ぎ、三途の川の水を流し込むことで滅ぼそうと目論む。スーパーゴセイレッドとハイパーシンケンレッドに分身2人を倒された後、真・六重の太刀とミラクルゴセイダイナミックとナイトダイナミックの前に敗北。巨大戦では、外道血祭弾で2大戦隊のロボにダメージを与え、ゴセイグレートとデータスハイパー以外を合体解除させたが、グランドハイパーゴセイグレートが誕生したことで形勢が逆転し、モヂカラヘッダーストライクで倒された。
のちの『ゴーカイジャー ゴセイジャー スーパー戦隊199ヒーロー大決戦』では、本来の姿である救星主のブラジラの分身体として登場。
- 台本上では、早期に正体が判明していたが、「ドウコクがよみがえった？」という体で話が進むように変更している。脚本では3体のブレドランが登場するシーンはなかったが、前述のようにゴセイジャー側の敵はブレドランとビービのみしかいないため、2大レッドの敵で単なる分身として彗星のブレドランとチュパカブラの武レドランを出すこととなった。
- デザインは酉澤安施が担当した。デザインモチーフはアリジゴク。ドウコクのシルエットを意識しつつ、幽魔獣に近いデザインとなっている。
- 武レドランの声優を務める飛田展男は、彗星のブレドランがスマート、チュパカブラの武レドランが猛々しいアクションであったのに対し、血祭のブレドランはドウコクのイメージが強いことから、骨が太い野武士のイメージであるという。

マダコダマ
本作品オリジナルのアヤカシ。山彦の伝承の元になったとされる。
ゴセイジャーの天装術を山水画のような右肩の開口部で吸い込み無効化し、左肩の閻魔大王のねぶたのような顔から倍の威力にして放つ特殊能力を持つ。また、不気味な呪文を唱えて巨大な水蒸気のレンズを天に作り出すことも可能。
当初はシタリに付き添っていたが、最終的にブレドランに付く。ゴセイジャーの天装術とシンケンジャーのモヂカラの合体技には対応できず、真・六重の太刀とミラクルゴセイダイナミックとナイトダイナミックの前に敗北。二の目で巨大化した後はダイカイシンケンオーの二天一流乱れ斬りとグランドゴセイグレートのグランドグレートストライクで倒された。
- 外道衆の設定として復活怪人はドウコクがいないと成り立たないため、ドウコクの力を持ったブレドランによって強化されたことで三途の川から上がってこれたアヤカシという設定となり、怪人代わりとしてボリュームのあるナナシ連中を登場させることとなった。
- デザインは篠原保が担当した。肩周りはねぶたをモチーフとし、左肩にある顔のギミックはテンソウダーをイメージしている。名前にマダコが含まれることから、本体の顔はタコをモチーフとしている。

強化ナナシ連中、強化ノサカマタ
骨のシタリによって強化されたナナシやノサカマタ。

## 装備・戦力
- 以下の合体技では、発動時に出現するゴセイジャーの属性マークがテレビシリーズでは金色に統一されていたが、本作品ではそれぞれの色に変化している[8]。

グランドハイパーゴセイグレート
ゴセイジャーとシンケンジャーの諦めない意思が生み出したミラクルコンバインカードの力でハイパーゴセイグレートとゴセイグランド（ヘッダーのみ）がミラクル天装合体した新たなる天装巨人。
ハイパーゴセイグレートをベースとしているが、本来データスに合体しているハイパーチェンジヘッダーとハンマーシャークヘッダーの2つが肩に移動し元々その2つがあった場所へスカイオンヘッダーとシーレオンヘッダー、頭部にグランディオンヘッダーが合体して完成する。
合体の際、グランディオンヘッダーにシンケンジャー6人とダイゴヨウが吸い込まれ合体と同時にシンケンジャーも操縦席に乗り込む。
必殺技はモヂカラに包まれたグランディオンヘッダーを除く合体した全ヘッダーを射出するモヂカラヘッダーストライク。
- テレビシリーズには未登場であったが、本作品の台本打ち合わせでオモチャで再現可能であったことが発覚したため、提案された。当初は頭部のみを変えていたが、後に顔の左右のヘッダーをスカイオンヘッダーとシーレオンヘッダーに変えている。一方、シンケンジャー側の最強のロボットであるサムライハオーはゴセイジャー側に相当するロボットがいなかったため登場させず、グランドゴセイグレート同様6体合体のダイカイシンケンオーを登場させるものとなった。

火炎トルネード
アラタのゴセイパワーに薫が志葉家の火のモヂカラを加えて作り出したゴセイカードを用いたゴセイレッドの技。炎をツイストルネードの竜巻で増幅して放つ。外道シンケンレッドとなった丈瑠を元に戻すために使用した。
スーパーモヂカラパワーカード
スーパーゴセイジャーからシンケンジャーに送られた、とっておきの天装術でカードには各シンケンジャーのマークが入っている。これにより、ハイパーシンケンレッド以外の5人を同時にスーパーシンケンジャーへ変身させている。
ピンクダブルアタック
ゴセイピンクとシンケンピンクの合体技。2人で様々な攻撃を繰り出す。
のちに『ゴーカイジャー ゴセイジャー スーパー戦隊199ヒーロー大決戦』でゴセイピンクが『海賊戦隊ゴーカイジャー』のゴーカイピンクと共にパート2として使用している。
ディフェンストーム＋「防」
ゴセイナイトとシンケンゴールドの合体技である防御壁。ディフェンストームと防のモヂカラを合わせて発動する。外道シンケンレッドの炎を防ぐために2人が同時に使用した際、偶然にも合わさったことで威力が増し、炎を弾き返した。これにより、ゴセイジャーとシンケンジャーは天装術とモヂカラの合体技に気づく。
ロープラント＋「蔦」
ゴセイイエローとシンケングリーンの合体技である蔦。ロープラントと蔦のモヂカラを合わせて発動する。マダコダマを拘束した。
ロッククラッシュ＋「岩」
ゴセイブラックとシンケンイエローの合体技である大岩。ロッククラッシュと岩のモヂカラを合わせて発動する。ロープラント＋蔦のモヂカラで拘束したマダコダマに使用した。
プレッシャワー＋「波」
ゴセイブルーとシンケンブルーの合体技である波。プレッシャワーと波のモヂカラを合わせて発動する。マダコダマにダメージを与える。
ツイストルネード＋「風」
ゴセイピンクとシンケンピンクの合体技である竜巻。ツイストルネードと風のモヂカラを合わせて発動する。プレッシャワー＋波のモヂカラと共にマダコダマにダメージを与える。
真・六重の太刀
ハイパーシンケンレッドとスーパーシンケンジャー（ブルー、ピンク、グリーン、イエロー、ゴールド）の6人で行う六重の太刀。

## キャスト
- アラタ / ゴセイレッド - 千葉雄大
- エリ / ゴセイピンク - さとう里香
- アグリ / ゴセイブラック - 浜尾京介
- モネ / ゴセイイエロー - にわみきほ
- ハイド / ゴセイブルー - 小野健斗
- 志葉丈瑠 / シンケンレッド - 松坂桃李
- 池波流ノ介 / シンケンブルー - 相葉弘樹
- 白石茉子 / シンケンピンク - 高梨臨
- 谷千明 / シンケングリーン - 鈴木勝吾
- 花織ことは / シンケンイエロー - 森田涼花
- 梅盛源太 / シンケンゴールド - 相馬圭祐
- 志葉薫 - 夏居瑠奈
- 天知望 - 中村咲哉
- 天知博士 - 山田ルイ53世（髭男爵）
- 日下部彦馬 - 伊吹吾郎

### 声の出演
- ゴセイナイト - 小西克幸
- データス - 宮田幸季
- 血祭のブレドラン - 飛田展男
- ダイゴヨウ - 遠近孝一
- 骨のシタリ - チョー
- マダコダマ - 玄田哲章
- ナレーション - 沢木郁也
- ゴーカイレッド - 小澤亮太『海賊戦隊ゴーカイジャー』
- ゴーカイブルー - 山田裕貴『海賊戦隊ゴーカイジャー』
- ゴーカイイエロー - 市道真央『海賊戦隊ゴーカイジャー』
- ゴーカイグリーン - 清水一希『海賊戦隊ゴーカイジャー』
- ゴーカイピンク - 小池唯『海賊戦隊ゴーカイジャー』
- モバイレーツの声 - 関智一『海賊戦隊ゴーカイジャー』

### スーツアクター
- ゴセイレッド[24]、シンケングリーン[24]、シンケンゴールド[24] - 竹内康博
- ゴセイピンク[24] - 蜂須賀祐一
- ゴセイブラック[24]、シンケンブルー[25] - 押川善文
- ゴセイイエロー[24] - 野川瑞穂
- ゴセイブルー[24]、シンケンレッド[24]、外道シンケンレッド[24] - 福沢博文
- ゴセイナイト[24]、シンケンゴールド[24] - 岡元次郎
- ゴセイグレート[8]、グランドハイパーゴセイグレート[7][8] - 日下秀昭
- 血祭のブレドラン[15]、彗星のブレドラン[注釈 9]、チュパカブラの武レドラン[注釈 9] - 清家利一
- データス[26] - 神尾直子
- 村岡弘之
- シンケンゴールド[27] - 今井靖彦
- シンケンピンク[28][24] - 人見早苗
- シンケンイエロー[24] - 橋口未和
- 骨のシタリ[29]、シンケングリーン[30] - 大林勝
- 渡辺淳
- ゴセイブルー[31] - 佐藤太輔
- ゴセイブラック[31] - 金田進一
- 田中宏幸
- 浅井宏輔
- 的場耕二
- 中川素州
- おぐらとしひろ
- 高橋光
- 本多剛幸
- 橋本恵子
- 小野友紀
- 五味涼子
- 石井靖見
- 村岡友憲
- 高橋玲
- 蔦宗正人
- 伊藤教人
- 藤井祐伍
- 玄也
- 遠藤誠
- 細川晃弘
- 内川仁朗
- 村井亮
- 岡田貴善
- 白崎誠也
- 寺本翔悟
- 大岩剣也
- 片伯部浩正
- 松本竜一
- 神前元
- 福井理沙
- 花川仁教
- 藤田慧
- 大園千絵
- 矢部敬三
- 中村博亮
- 金子起也
- 関谷健利

## スタッフ
- 製作 - 平城隆司（テレビ朝日）、福原英行（東映ビデオ）、鈴木武幸（東映）、松田英史（東映エージエンシー）、木下直哉（木下工務店）
- 企画 - 桑田潔（テレビ朝日）、日達長夫（東映ビデオ）、遠藤茂行（東映）、小川政則（東映エージエンシー）、星野竜雄（木下工務店）
- エグゼクティブ・プロデューサー - 杉山登（テレビ朝日）、疋田和樹（東映エージエンシー）
- 原作 - 八手三郎
- 脚本 - 下山健人
- 音楽 - 三宅一徳、高木洋
- 撮影 - 松村文雄
- 照明 - 本田純一
- 美術 - 大谷和正
- 編集 - 佐藤連
- 録音 - 伝田直樹
- 整音 - 小林喬
- スクリプター - 関根秀子
- 助監督 - 荒川史絵
- 製作担当 - 小林智裕
- 撮影助手 - 矢頭知英、森田曜
- 録音助手 - 原明日香
- 音響効果 - 阿部作二(大泉音映)
- 選曲 - 宮葉勝行.R
- EED - 菊地光洋(東映デジタルラボ)
- 視覚効果 - 沖満
- キャラクターデザイン - 酉澤安施、篠原保
- 企画協力 - 企画者104
- 資料担当 - 葛西おと、松井大
- デザイン協力 - プレックス
- 技術協力 - 東映ラボ・テック（株）、西華産業株式会社、nac IMAGE TECHNOLOGY、UPSIDE
- 協力 - 東映東京撮影所、東映デジタルセンター
- 製作プロダクション - 東映テレビ・プロダクション
- プロデュース - 佐々木基（テレビ朝日）、加藤和夫・中野剛（東映ビデオ）、日笠淳・若松豪・大森敬仁（東映）、矢田晃一・深田明宏（東映エージエンシー）
- 特撮監督 - 佛田洋
- アクション監督 - 石垣広文（ジャパンアクションエンタープライズ）
- 劇場版『ゴセイジャーVSシンケンジャー』製作委員会（テレビ朝日、東映ビデオ、東映、東映エージエンシー、木下工務店）
- 配給 - 東映
- 監督 - 竹本昇

## 音楽
主題歌「ガッチャ☆銀幕 〜ゴセイジャーVSシンケンジャー〜」
作詞 - 藤林聖子 / 作曲 - 岩崎貴文 / 編曲 - Project.R（大石憲一郎）歌 - 高橋秀幸（Project.R） / コーラス - ヤング・フレッシュ
映像にはスーパー戦隊VSシリーズ作品の静止画が使用されている。なお、前作の主題歌同様フルサイズが存在しない。
先行登場した『海賊戦隊ゴーカイジャー』もエンドクレジットに出現しており、3つの戦隊が揃うカットもあった。
挿入歌
「侍戦隊シンケンジャー」
作詞 - 藤林聖子 / 作曲 - YOFFY / 編曲 - Project.R（大石憲一郎・サイキックラバー） / 歌 - サイキックラバー (Project.R)
「天装戦隊ゴセイジャー」
作詞 - 吉元由美 / 作曲 - YOFFY / 編曲 - Project.R（籠島裕昌） / 歌 - NoB (Project.R)

## 映像ソフト化
2011年3月21日発売。Blu-rayとDVDでのリリース。
- 天装戦隊ゴセイジャーVSシンケンジャー エピックon銀幕 通常版（1枚組）
  - 映像特典
    - 劇場予告編
    - TVスポット集
    - ノンスーパーED
- 天装戦隊ゴセイジャーVSシンケンジャー エピックon銀幕 特別限定版（2枚組）
  - ディスク1：本編ディスク（通常版と同様）
  - ディスク2：特典DVD
    - メイキング
    - 完成披露イベント&試写会舞台挨拶
    - 公開初日舞台挨拶 1回目
    - 公開初日舞台挨拶 2回目
    - ゴセイファイル
    - ゴセイカードファイル
    - アヤカシ絵巻
    - 外道衆絵巻&ゴセイミュージアム
    - ポスタービジュアル
    - ネクスト護星天使
    - スーパー戦隊バトル ダイスオーDX PV

  - 封入特典
    - ダイスオーカード

## ネット配信
- 東映特撮YouTube Official

2020年3月14日 - 20日

## トピックス
- 日刊スポーツ2011年1月1日元旦付けの新聞広告で、本作品と『仮面ライダー×仮面ライダー オーズ&ダブル feat.スカル MOVIE大戦CORE』『映画 プリキュアオールスターズDX3 未来にとどけ! 世界をつなぐ☆虹色の花』3作合同で、日本初の3D新聞広告が掲載。クロマデプス3Dメガネを使用しており、配達発送分にのみ3Dメガネも同梱される[33]。